# Grywałd
Grywałd – wieś w Polsce, położona w województwie małopolskim, w powiecie nowotarskim, w gminie Krościenko nad Dunajcem, w której jest siedzibą sołectwa Grywałd. Miejscowość ta występuje w dokumentach po raz pierwszy w roku 1330 jako Grünewald, czyli Zielony Las.

## Położenie
Znajduje się na stokach Lubania w Gorcach.

## Integralne części wsi
| części wsi | Dziadowe Kąty, Gielniarz, Koci Zamek, Lubańskie, Ogrodziska, Piekiełko, Podłazie, Podtylka, Przylaski, Stronie, Wybraństwo, Wymyśle, Zaglinik |

## Historia
Wieś królewska, położona w drugiej połowie XVI wieku w powiecie sądeckim województwa krakowskiego, należała do tenuty czorsztyńskiej. W latach 1954–1972 wieś należała i była siedzibą władz gromady Grywałd. W latach 1975–1998 miejscowość położona była w województwie nowosądeckim.

## Zabytki
Obiekt wpisany do rejestru zabytków nieruchomych województwa małopolskiego.
- Kościół drewniany pw. św. Marcina.
Kościół wzniesiono w II poł. XV wieku na miejscu wcześniejszej świątyni. Podanie głosi, że jeszcze wcześniej w tym właśnie miejscu znajdowała się pogańska gontyna. Przed 1618 rokiem kościół znacznie przebudowano. Zmiany dotyczyły głównie konstrukcji dachu i stropów. W tym okresie dostawiono również wieżę, a wnętrze pokryto polichromią. Na początku XX wieku planowano powiększyć prezbiterium i dobudować boczne kaplice, ale planów tych nie zrealizowano.

## Osoby związane z miejscowością
- Michał Marczak, historyk, bibliotekarz-archiwista, etnograf, pedagog i publicysta, związany przez wiele lat ze zbiorami Tarnowskich na zamku w Dzikowie.

## Galeria zdjęć

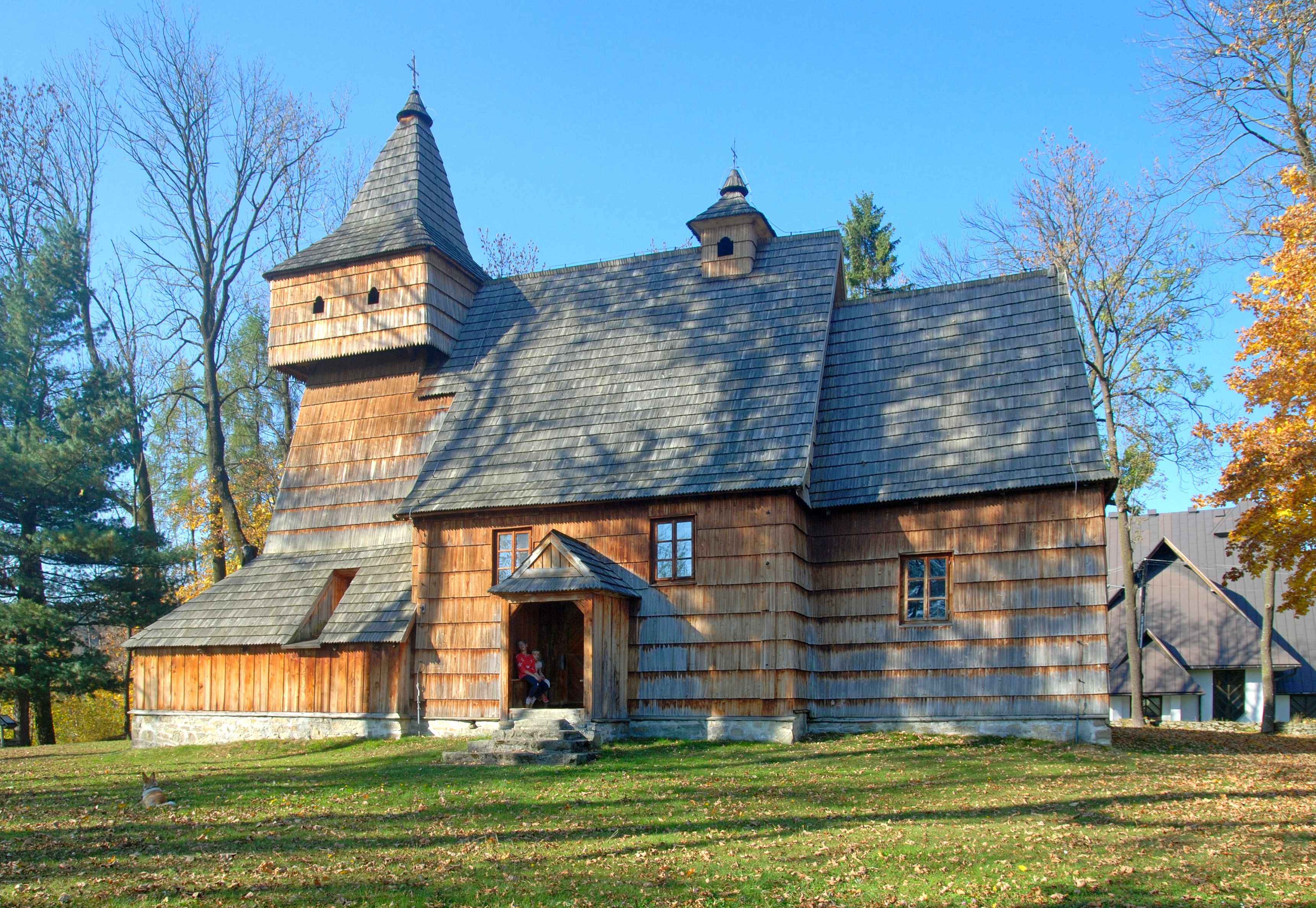
Kościół św. Marcina w Grywałdzie
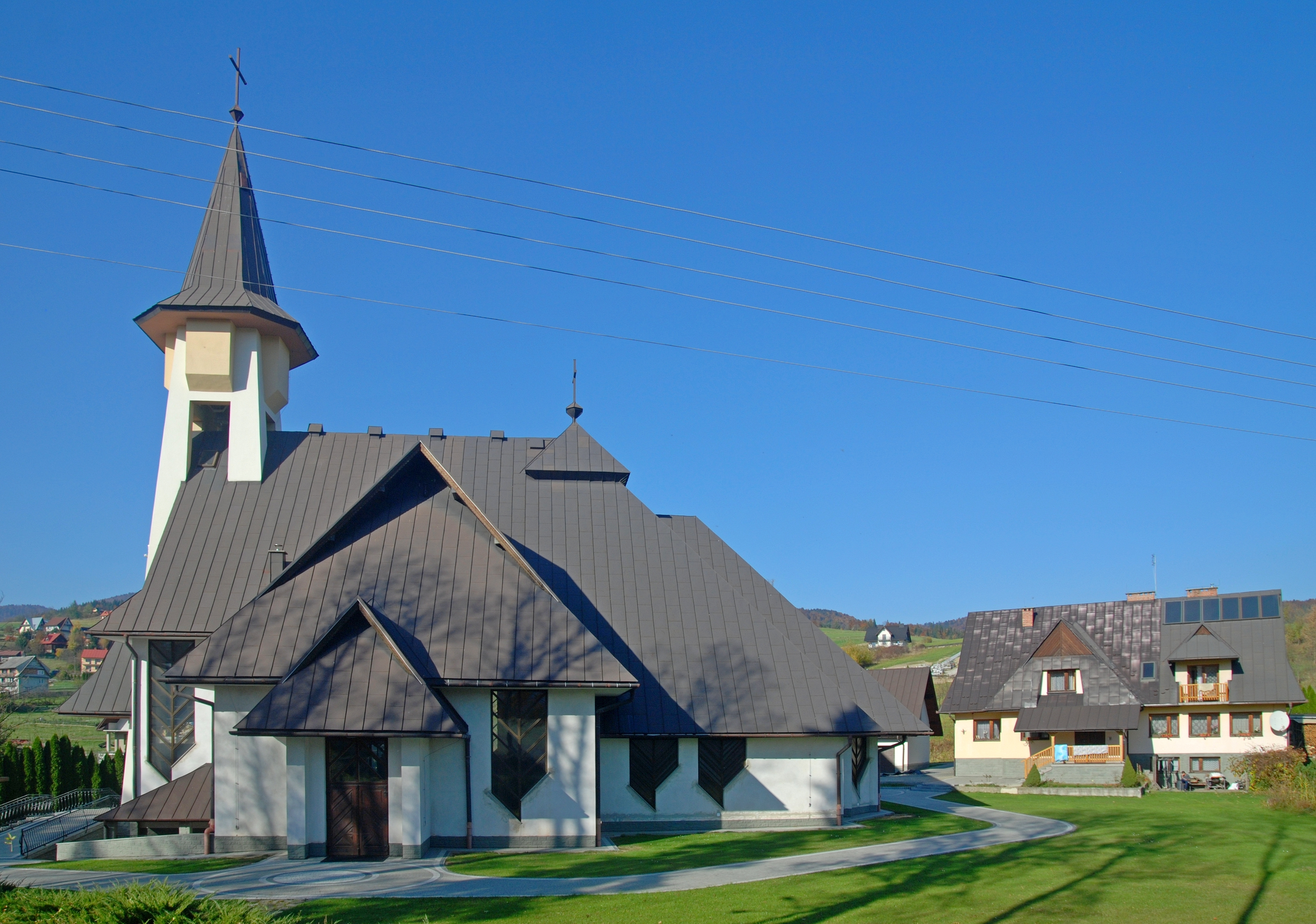
Kościół parafialny MB Śnieżnej